# Platinum (chanson)
Pour les articles homonymes, voir Platinum.
Singles de Māya Sakamoto
Hashiru
(1998) Yubiwa
(2000)
Platinum est le 6e single de Māya Sakamoto sorti sous le label Victor Entertainment le 21 octobre 1999 au Japon. Il arrive 21e à l'Oricon et reste classé 5 semaines pour un total de 38 260 exemplaires vendus durant cette période.
Platinum a été utilisé comme 3e thème d'ouverture de l'anime Card Captor Sakura et comme thème de fermeture du dernier épisode. Les deux pistes se trouvent sur la compilation  Single Collection+ Hotchpotch, et Platinum se trouve aussi sur la compilation Everywhere.
Une version française a été enregistrée à l'occasion de la diffusion sur Fox Kids de la saison 3 de Card Captor Sakura, pour lequel le morceau a servi de générique.
Le groupe d'idoles Negicco reprend ce titre dans l'album hommage à Māya Sakamoto Request sorti en avril 2015, pour le 20e anniversaire de sa carrière.

## Liste des titres
Toute la musique et les arrangements ont été composées par Yōko Kanno.
| 1. | Platinum (プラチナ)                 | Yuho Iwasato  | 4:13 |
| 2. | 24 (twenty-four)                    | Kazumi Someya | 4:49 |
| 3. | Platinum (without Maaya) (プラチナ) | Yuho Iwasato  | 4:12 |
| 4. | 24 (twenty-four) (without Maaya)    | Kazumi Someya | 4:46 |